# Wasserburger Bucht
Die Wasserburger Bucht ist ein seit 1985 bestehendes Naturschutzgebiet am bayerischen Bodenseeufer bei Wasserburg. Es hat eine Größe von 5,6 Hektar und besteht aus drei Teilen: einem Uferstreifen am Bodensee, der je nach Wasserstand mehr oder weniger überschwemmt wird, einem angrenzenden Schilfgürtel sowie einer dahinterliegenden Feuchtwiese. Zwischen dem Schilfgürtel und der Feuchtwiese verläuft ein Rad- und Fußweg, ansonsten darf das Gebiet nicht betreten werden. Die Feuchtwiese wird jedes Jahr im Herbst gemäht, um eine Verbuschung zu verhindern.